# Calanthe nivalis
Calanthe nivalis är en orkidéart som beskrevs av Boxall och Andrés Náves. Calanthe nivalis ingår i släktet Calanthe och familjen orkidéer.
Artens utbredningsområde är Filippinerna. Inga underarter finns listade i Catalogue of Life.